# Protaetia francisi
Protaetia francisi är en skalbaggsart som beskrevs av Arnaud 1989. Protaetia francisi ingår i släktet Protaetia och familjen Cetoniidae. Inga underarter finns listade i Catalogue of Life.